# 冷水ひとみ
冷水 ひとみ（しみず ひとみ）は、日本の作曲家、微分音研究家。音楽制作会社トイロミュージックに所属。

## 人物
奈良県出身。14歳のころより作曲家を志す。桐朋学園大学作曲科卒業、研究科修了。
1990年、NHK NEWS21の作曲チームに参加。以降、映画作品からTV、ゲーム音楽など様々な作曲を手掛ける。
2002年、映画『ウォーターボーイズ』で第25回日本アカデミー賞最優秀音楽賞を松田岳二とともに受賞。翌2003年には、山村浩二のアニメーション『頭山』で、クレルモン＝フェラン短編映画祭最優秀サウンドトラック賞を受賞。その他、山村浩二とのアニメーション作品は各国で高い評価を受けている。
微分音研究も以前より続けている。自作した二台の微分音オルガンを使い、エジプトでアラビック奏法を学んだヴァイオリニスト、西田ひろみとのデュオ「SYZYGYS (シジジーズ)」として活動。SYZYGYS (シジジーズ)は、これまでに、ジョン・ゾーン のプロデュースで米レーベルのツァディクより2枚のアルバムをリリースしている。2013年、10年ぶりの新作『OTONA』をリリース。このアルバムは微分音オルガンとヴァイオリンだけで構成された二重奏作品集である。

## 主な音楽担当作

### アニメーション
- 頭山（山村浩二監督）
- カフカ 田舎医者（山村浩二監督）
- バベルの本（Eテレ プチプチアニメ）
- カロとピヨブプト・おうち（Eテレ プチプチアニメ）
- カロとピヨブプト・サンドイッチ（Eテレ プチプチアニメ）
- カロとピヨブプト・あめのひ（Eテレ プチプチアニメ）
- キップリングJr.（山村浩二監督）
- パクシ（Eテレおかあさんといっしょ）
- ブラジルアニメフェス「Anima Mundi2008」オープニング（山村浩二監督）
- 子供の形而上学（山村浩二監督）

### 映画
- ウォーターボーイズ（矢口史靖監督）
- SENSE OF WONDER/レイチェル・カーソン（小泉修吉監督/グループ現代）
- 何もかも百回も言われたこと（犬童一心監督/西岡由美子/クララサーカス 脚本・主演）

### テレビ
- ふしぎなつぼ（Eテレおかあさんといっしょ）
- 異界百物語〜Jホラーの秘密を探る〜（NHK衛星ハイビジョン）
- もっともっと（Eテレこどもにんぎょう劇場）
- まちぶせ（NHKどーもくん）
- NEWS21（NHK 1990年 - 1993年）
- 学校の怪談G
- 学校の怪談 春のたたりスペシャル（矢口史靖監督）
- 学校の怪談2001（矢口史靖監督）

### CM
- グリーンピース・ジャパン劇場用CM「校長先生とクジラ」（演出・美術・デザイン：山村浩二）[1]
- 関西電力「エコキュート」（演出・アニメーション：山村浩二）
- 野村不動産「プラウド 駒込六義園」
- ファンケル「フェナティ」（あらきなおみと共作）
- ツーカー「ファミリー割引、桃編」（演出：加藤良イチ）
- ポーラ「米ぬかシャンプー」(演出：犬童一心）
- 花王「ハミング抗菌1/3」
- 花王「アタック ギフト」
- グラクソ・スミスクライン「ポリデント」（演出：犬童一心）
- マイカル小樽「グランドオープン」
- 亀田製菓「のりピーパック」
- エスエス製薬「ソフトニスキャップ」
- 荘内銀行「私達の約束」（演出・アニメーション：山村浩二）
- ユニ・チャーム「ムーニー」
- シャープ「快速スキャナ書院」
- ショウワノート「でるっぱ」（演出：犬童一心　ビジュアルデザイン：山村浩二）
- バンダイ「エンジェルポケット4シーズンタウン」他

### ゲーム
- SIREN:New Translation
- SIREN
- いなか暮らし 〜南の島の物語〜
- 牧場物語3 ハートに火をつけて